# Voyage de Pétersbourg à Moscou
Pour les articles homonymes, voir Voyage (homonymie).
Voyage de Pétersbourg à Moscou (en russe : Путешествие из Петербурга в Москву) est un récit de voyage publié en 1790 et l’œuvre la plus célèbre de l’écrivain russe Alexandre Radichtchev.
Sous les apparences inoffensives de son titre, Radichtchev camoufle une virulente critique de l'état de l'Empire russe, ce qui déclenche la colère de Catherine II elle-même, et la condamnation à mort du critique, peine commuée en dix années d'exil en Sibérie.

## Genèse
En 1780, Radichtchev s’attèle à la rédaction du Voyage de Pétersbourg à Moscou, qui lui prendra au moins dix ans. Cet ouvrage inspiré des idées et des principes des Lumières est, sous couvert d'un simple récit de voyage, une étude polémique des problèmes endémiques de l'Empire russe à l'époque de Catherine II : le servage, le pouvoir de la noblesse, les questions de gouvernement et l'autocratie, la structure sociale et la liberté personnelle. Malgré l’intérêt professé par l’impératrice pour les écrits des philosophes français et son désir de projeter d’elle-même l’image d’une souveraine éclairée, il n’était nullement question d’y acclimater des concepts perçus comme pernicieux, tels que l’Égalité ou la Liberté.

### Édition
Bien qu'il eût franchi l'obstacle de la censure — que l'auteur compare à l'Inquisition —, le livre ne trouva pas d'éditeur. Radichtchev fit alors, à ses frais et à crédit, l'acquisition d'une presse et installa chez lui un atelier d'imprimerie - ce qui était autorisé depuis un décret de 1783. On retrouve d'ailleurs une allusion à la liberté d'acquisition d'une presse en Russie dans le texte même du Voyage : « Maintenant, tout individu est libre de posséder des outils d'imprimerie, mais ce que l'on peut publier se trouve sous tutelle [de la censure]. »
Un tirage de 650 exemplaires fut effectué en mai 1790. Quelques-uns furent envoyés à des amis, l'un fut offert à Gavrila Derjavine et vingt-cinq furent adressés à la librairie Zotov, située dans la galerie marchande Gostiny Dvor à Saint-Pétersbourg.

## Contenu
Le Voyage de Pétersbourg à Moscou décrit un voyage que l'auteur prétend avoir accompli entre les deux principales villes de Russie, la capitale Saint-Pétersbourg et Moscou. Au strict itinéraire du voyage s'ajoutent quelques digressions sur les excursions de l'auteur, par exemple une promenade en barque à l'île de Kotline qui faillit se terminer en naufrage, ou encore une méditation qu'il fait sur Mikhaïl Lomonosov dans une promenade au cimetière Saint-Lazare du monastère Saint-Alexandre-Nevski. 
Le texte consiste en une série de vignettes d'inégales longueur dans lesquelles il faut voir le souvenir des voyages réellement entrepris par Radichtchev, et qui sont pour l'auteur le prétexte à présenter les conditions sociales, judiciaires et économiques régnant dans l'Empire russe, et d’exemples de la vie rurale tel qu’un aristocrate russe pouvait les observer. Même si le but des portraits qu’il dessine est d'abord et surtout d’illustrer ses idées, ils aident le lecteur à comprendre la vie dans le milieu rural russe de la fin du XVIIIe siècle. Plutôt que comme un strict récit de voyage, le Voyage fonctionne donc plus une série de paraboles et de critiques (souvent sévères) de la société russe. Chaque arrêt le long du chemin révèle des problèmes particuliers à l’occasion de conversations engagées entre le narrateur et d’autres voyageurs, des serfs et des fonctionnaires. 
Ainsi, la table des Rangs établie par l’ukase du 13 janvier 1722 de Pierre le Grand fait l’objet d’une attaque en règle dans un long passage où le narrateur surprend des personnages engagés dans un débat houleux sur cette fonction abhorrée de la vie civile. Le lecteur y voit un père éploré supplier ses fils en route pour l’armée de ne pas devenir comme les aristocrates moscovites décadents qu’ils vont bientôt fréquenter. 
Ailleurs, c’est un long essai intitulé Projet pour l’avenir, polémique anti-tyrannique et vision d’une Russie de l’avenir que le narrateur trouve par terre. Un des passages les plus accablants du Voyage, qui traite des maux du servage en Russie, prend la forme d’une Ode à la Liberté qu’un compagnon de voyage est censé soumettre à la lecture du narrateur de passage à Tver.

## Réception

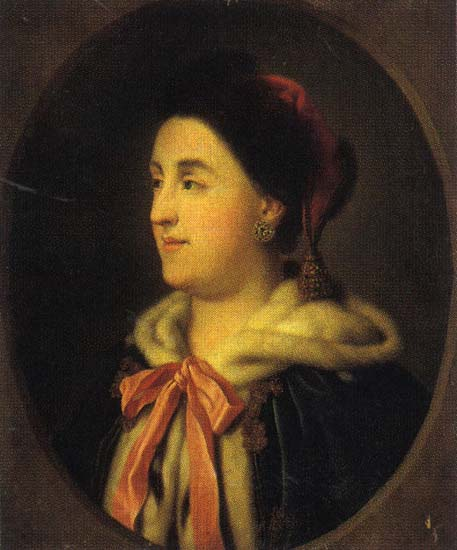
Catherine II, lectrice plus avisée que ses censeurs.

En juillet 1789, le Voyage de Pétersbourg à Moscou reçoit l’imprimatur  de la censure (Nikita Ryleïev), qui n’y voit que du feu et prend pour un simple guide l’ouvrage qu’elle n’a fait que survoler, abusée par le sommaire où chaque chapitre était nommé d’après une ville. L’impératrice Catherine II découvre l’ouvrage dans la nuit du 25 au 26 juin 1790. Horrifiée, elle en fait une lecture annotée page par page et ordonne une enquête policière pour découvrir l’auteur de ce brûlot : « C’est la diffusion de cette infection française qu’est l’aversion pour l’autorité », et à propos de son auteur : « La Révolution française avait décidé d’en faire son premier émissaire en Russie » qu’elle déclare « un rebelle encore pire que Pougatchev, ». Persuadée de son bon droit, elle défend le servage russe critiqué par Radichtchev en faisant valoir que « nos paysans qui ont de bons maîtres sont mieux lotis que quiconque au monde ».
L’impératrice se montre, en fait, incapable de voir autre chose que des motifs intéressés chez Radichtchev qu’elle réduit à un courtisan sans doute mécontent de « ne pas avoir ses entrées au palais ». L’autocrate interprète le Voyage comme l’instrument d’une sédition menée par Radichtchev pour s’emparer du pouvoir, démarche assimilable à un acte de haute trahison passible de la peine de mort.
L’ouvrage est immédiatement interdit. Dès qu’il apprend qu’il est l’objet de poursuites, Radichtchev fait détruire son ouvrage : sur les 650 exemplaires de l’édition originale, il n’en reste aujourd’hui qu’à peine une vingtaine.
Arrêté le 30 juin 1790, condamné à mort le 24 juillet, peine confirmée le 19 août par le Sénat, au terme d’une procédure expéditive entamée le 7 juillet par le chef de la Chancellerie secrète, Sémion Chechkovski – surnommé « Le knoutard » –, Radichtchev voit sa peine commuée – à l’occasion de la signature du traité de paix avec la Suède le 8 septembre – à une peine incompressible de dix ans d'exil à Ilimsk, en Sibérie orientale. Ses conditions de bannissement sont cependant assez douces. Gracié en 1801 par le nouvel empereur Alexandre Ier, Radichtchev peut publier ses œuvres complètes, mais sans le Voyage, toujours interdit.
Au cours du XIXe siècle, l’ouvrage connaît des dizaines de copies clandestines : Alexandre Pouchkine, par exemple, en possédait une. En 1858, Alexandre Herzen en donne une édition à Londres. En 1868, l’ouvrage connaît pour la première fois une édition russe, censurée. En 1870, une version non censurée est enfin publiée, mais elle est rapidement interdite. En 1888, une nouvelle édition complète paraît à seulement 99 exemplaires. Le livre ne sera librement édité dans l’Empire russe qu’après la révolution russe de 1905.

### La réaction impériale
Catherine II a toujours affronté les critiques de son pays d'adoption avec beaucoup de détermination. Ainsi, en 1770, elle répond aux critiques du  Voyage en Sibérie de l'abbé français Jean Chappe d'Auteroche par un pamphlet intitulé Antidote. Dans le cas de Radichtchev cependant, la violence et la détermination de Catherine sont extrêmes. Elle découvre le livre au mois de juin et elle obtient la condamnation à mort de l'écrivain avant la fin juillet 1790. Cette virulence semble d'autant plus surprenante que l'impératrice elle-même avait proposé les mêmes remèdes que suggère Radichtchev : abolition du servage, etc.
Pour Michel Heller, l'ouvrage de Radichtchev tombe au plus mauvais moment. Le gouvernement russe a déjà entamé depuis quelques années une politique répressive : la franc-maçonnerie russe est interdite depuis 1786. Mais c'est surtout la révolution qui préoccupe Catherine. Or, la Révolution française a éclaté une année plus tôt et sa radicalisation effraie la Grande Catherine. Selon une note de Khrapovitski du 30 juin 1790, « Arrestation du responsable des douanes d'ici, Alexandre Radichtchev, pour avoir écrit un livre : Voyage de Saint-Pétersbourg à Moscou. On voit là la propagation de l'épidémie française : le rejet de l'autorité. »
Elle prend l'ouvrage de Radichtchev pour une attaque personnelle et une critique directe de la monarchie russe. La répression ne s'arrête d'ailleurs pas à Radichtchev : en avril 1792, par exemple, c'est le tour de l’éditeur et imprimeur Nikolaï Novikov, accusé de crimes d'État, condamné sans publicité. Puis vient l’autodafé d’une pièce d’Iakov Kniajnine, et l'interdiction des imprimeries privées.
De plus, Radichtchev remet sur le tapis la question du servage, dont Catherine a déjà pu mesurer l'ampleur et la difficulté : « Il n'est rien de plus difficile que de supprimer quelque chose, là où l'intérêt commun se heurte à l'intérêt privé d'un grand nombre d'individus. […] L'État, seul, peut trouver le moyen de concilier intérêts commun et privé. »
Toujours selon Heller, en 1790, les grandes réformes sont terminées en Russie et Radichtchev ne suscitera un véritable écho qu'après sa publication par Alexandre Herzen, au milieu du XIXe siècle.

## Influence

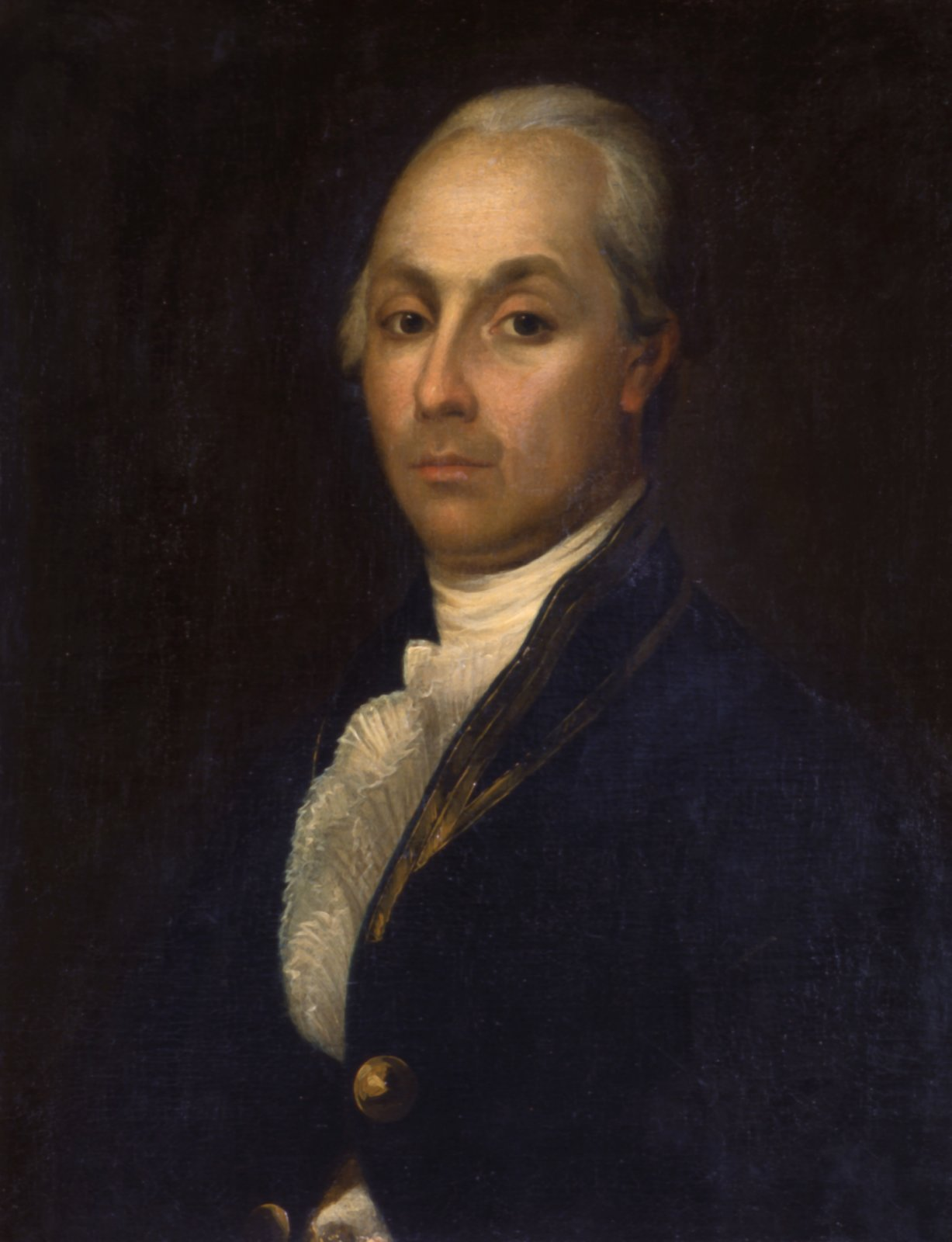
Radichtchev, condamné à mort ; peine commuée en dix ans d’exil en Sibérie.

L’historiographie soviétique a fait de Radichtchev le « père » des révolutionnaires russes,. Cette vision n’est aujourd’hui plus partagée, en particulier en raison de l’absence de successeurs de Radichtchev. Mais on s’accorde à lui reconnaître une place éminente dans l’apparition du mouvement contestataire de l’intelligentsia russe, même si l’apparition du terme « intelligentsia » lui-même est beaucoup plus tardive. Cette conception de Radichtchev comme premier intelligent est assez répandue :

« Le type de l’intelligentziste russe apparaît déjà au XVIIIe siècle. Le premier qui l’incarne est ce Radichtchev, l’auteur du Voyage de Pétersbourg à Moscou, dont la formule célèbre : « Mon âme est accablée par le poids des souffrances humaines », peut servir de devise à tous ceux qui le suivront. […] Les premiers pas de cette intelligentsia sur les chemins de l’émancipation intellectuelle (il ne s’agit pas ici de révolution) sont jalonnés par les supplices, aboutissent au bagne et à la prison. Radichtchev possédait déjà des vues hardies ; il a été un des précurseurs de l’intelligentsia révolutionnaire et du socialisme, à une époque où la pensée russe n’avait pas trouvé son originalité, la pleine conscience d’elle-même que le XIXe siècle lui apportera. »

— Nicolas Berdiaev, Les Sources et le sens du communisme russe, 1951.

## Style
Le style littéraire du Voyage tombe parfois, surtout dans les dialogues entre les différents personnages, dans le ton grandiloquent et les motifs emblématiques du sentimentalisme préromantique larmoyant de l’Empfindsamkeit. Le texte n’en demeure pas moins un exemple déterminant de radicalisme russe, révélateur de l’influence profonde d’un Jean-Jacques Rousseau dans une œuvre qui rassemble, pour la première fois, des idées à l’état d’ébauche dans les œuvres antérieures.

## Techniques
Sans doute conscient que ses idées serait perçues comme une menace par le gouvernement impérial, Radichtchev a, pour se distancier de la paternité de son récit, recouru à diverses techniques littéraires montrant à l’évidence qu’il a lu les Lettres persanes de Montesquieu. Par exemple, il se livre à une critique de l’hypocrisie des États-Unis qui mettent en avant la liberté et l’égalité tout en asservissant les personnes d’origine africaine. On ignore si Radichtchev pensait que ces artifices lui permettraient d’échapper à la censure, mais bien qu’il ait décidé de publier le Voyage à titre anonyme, les autorités ne furent pas longues à découvrir l’identité de son auteur.

## Citations
- « J’ai regardé autour de moi et les souffrances de l’humanité ont mortifié mon âme. J’ai tourné mes regards à l’intérieur de moi-même et j’ai vu que les malheurs de l’homme sont dus à l’homme, pour la cette seule raison que souvent il ne regarde pas en face les objets qui l’entourent[23]. »

- Contre la censure : « Interdire l'imbécillité revient à l'encourager. Qu'on lui laisse libre cours : chacun percevra ce qui est stupide et ce qui est intelligent. L'interdit suscite la tentation. Nous sommes tous les enfants d'Ève[25]. »